# All Time Low
All Time Low är ett amerikanskt pop punk-band från en förort till Baltimore. Bandet bildades 2003. Bandet består av sångaren och rytmgitarristen Alex Gaskarth, gitarrist och uppbacknings-sångaren Jack Barakat, basisten och uppbacknings-sångaren Zack Merrick och trummisen Rian Dawson. Bandets namn är hämtat från texten i låten "Head on Collision" av New Found Glory.

## Diskografi
Studioalbum
- The Party Scene (2005)
- So Wrong, It's Right (2007)
- Nothing Personal (2009)
- Dirty Work (2011)
- Don't Panic (2012)
- Don't panic: it's longer now! (2013)
- Future hearts (2015)
- Last young renegade (2017)
- Wake Up, Sunshine (2020)

EP
- The Three Words to Remember in Dealing with the End (2004)
- Put Up or Shut Up (2006)
- All Time Low Live EP (iTunes Exclusive) (2009)